# Kazhi Gewog
Kazhi (Dzongkha: ཀ་གཞི་) ist einer von fünfzehn Gewogs (Blöcke) des Dzongkhags Wangdue Phodrang in Zentralbhutan. Der Gewog befindet sich im Nordwesten des Distrikts.
Kazhi Gewog ist wiederum eingeteilt in fünf Chiwogs (Wahlkreise). 
Laut der Volkszählung von 2005 leben in diesem Gewog 1284 Menschen auf einer Fläche von 623 km² in acht Dörfern bzw. Weilern. Der Bevölkerungsschwerpunkt befindet sich im Süden des Gewog.
| Chiwog             | Dörfer bzw. Weiler |
| ------------------ | ------------------ |
| Baedrog སྦས་འབྲོག་    | Baedrog            |
| Lengbi ལེང་སྦིས་      | Lengbi             |
| Lengbi ལེང་སྦིས་      | Baelpa             |
| Chegidp ཅེ་དགྱིདཔ་    | Chegidp            |
| Chegidp ཅེ་དགྱིདཔ་    | Goendep            |
| Komathrang ཀོ་མ་ཕྲང་ | Komathrang         |
| Kazhi ཀ་གཞི་        | Kazhi              |
| Kazhi ཀ་གཞི་        | Lumchey            |